# Hushmail
Hushmail est un service de messagerie web chiffré propulsé par un logiciel propriétaire qui a recours à PGP pour le chiffrement des courriels et des domaines personnalisés. Exploité par une société canadienne basée en Colombie-Britannique, le service annonce adhérer aux normes OpenPGP.

## Types de comptes
individuel
En 2016, Hushmail n'offre que Hushmail Premium, qui comprend 10 Go de stockage ainsi que les protocoles de courriels IMAP et POP3. La société offre une période d'essai gratuite de deux semaines.
entreprise
Le compte entreprise de base comprend les mêmes produits et services que les comptes individuels payants. Il comprend de plus un domaine personnalisé, la retransmission de courriels (email forwarding), une adresse de courriel « poste restante » et un accès administrateur. Les entreprises peuvent aussi payer pour un service d'archivage de courriels. Pour les sociétés œuvrant dans les domaines du droit et de la santé, Hushmail propose de plus les formulaires sécurisés,.

## Sécurité des courriels
En juillet 2003, PC Magazine donne des éloges à Hushmail, de même NPR, mais en 2006.
En novembre 2007, des utilisateurs de Hushmail questionne la confidentialité des données, croyant à l'existence d'une porte dérobée. Leur questionnement provient de l'usage d'une version écrite dans un langage de programmation autre que Java. Hushmail complète la séquence chiffrement/déchiffrement sur les serveurs de la société, puis communique les données via SSL. Ces données sont visibles pendant une courte période de temps ; le mot de passe peut alors être lu, et donc utilisé pour déchiffrer les messages déjà stockés et les messages à venir. Hushmail a déclaré que la version en Java est également vulnérable, puisqu'elle pourrait devoir transmettre un applet java aux utilisateurs,.
Hush Communications, compagnie canadienne propriétaire de Hushmail basé en Colombie-Britannique, a remis des copies déchiffrées de courriels privés à des services policiers selon les termes du traité d'assistance judiciaire mutuelle signé avec les États-Unis,. Hush Communications a déclaré qu'elle ne va pas transmettre de données sans avoir reçu au préalable un ordre de la Cour suprême de la Colombie-Britannique et que toute agence étrangère qui souhaite consulter des données doit obtenir l'autorisation du gouvernement du Canada par le biais d'un traité d'assistance judiciaire mutuelle. 